# 2017年國會棒球場槍擊案
2017年國會棒球場槍擊案是發生在2017年6月14日的一場槍擊案，當天在美國弗吉尼亚州亚历山德里亚举行的一年一度的国会慈善棒球赛的练习中，一名名叫詹姆斯·霍奇金森（James Hodgkinson）的男子向美国众议院多数党党鞭史蒂夫·斯卡利斯、美国国会警察克里斯蒂娜·格林纳（Crystal Griner）、国会助手扎克·巴特（Zack Barth）和说客马特·米卡（Matt Mika）开枪。隨後霍奇金森与国会和亚历山德里亚警方之间发生了約10分钟的枪战，当天晚些时候霍奇金森在乔治华盛顿大学医院因伤势过重死亡。斯卡利斯和米卡也被送往附近医院接受手术。 
霍奇金森是来自伊利诺伊州貝爾維爾的66岁左翼激进分子 ，擁有一家業務為房屋检修的小公司，是伯尼·桑德斯的支持者，曾在2016年桑德斯的競選總統團隊擔任志願者。霍奇金森主張对富人征税和實行全民医保，反对收入差距过大。霍奇金森一向反對美國保守派和唐納·川普，曾参加過一些反美國共和党的组织。